# استیگ ونرستروم (ورزشکار)
استیگ ونرستروم (انگلیسی: Stig Wennerström؛ زادهٔ ۳۱ مارس ۱۹۴۳) قایقران قایق بادبانی اهل سوئد است.